# Alpaida manicata
Alpaida manicata là một loài nhện trong họ Araneidae.
Loài này thuộc chi Alpaida. Alpaida manicata được Herbert Walter Levi miêu tả năm 1988.